# Estación Basílica
Basílica era una estación ferroviaria de la ciudad de Luján, Provincia de Buenos Aires, Argentina.

## Servicios
La estación correspondía al Ferrocarril Domingo Faustino Sarmiento de la red ferroviaria argentina, en el servicio traccionado que conectaba la Estación Luján y esta (Ramal S-4).

## Ubicación
Se encontraba en la ciudad de Luján, en cercanías de la Basílica de Luján de allí el nombre Basílica de tal estación.

## Historia
Este ramal (Luján-Basílica), del que prácticamente no quedan registros escritos, funcionó desde 1899, desde la estación Luján hasta la Basílica de Luján, en un trayecto de 1.978 m. No tenía horarios fijos y por ese motivo no figuraba en itinerarios o murales. El servicio se hacía "a demanda", generalmente contratado por adelantado. Llegó a circular hasta 25 formaciones diarias los días 8 de diciembre (Día de la Virgen). En mayo de 1955 el ferrocarril Sarmiento suspende el servicio, aunque esporádicamente siguieron circulando formaciones. A fines de 1955, la municipalidad de Luján pide la apertura de cuatro pasos a nivel para mejorar la circulación de la ciudad y que si esto no era posible, que se procediera a levantar las vías, lo que finalmente se produjo entre 1956 y 1958.